# Dahlenheim
Dahlenheim ist eine französische Gemeinde mit 784 Einwohnern (Stand 1. Januar 2021) im Département Bas-Rhin in der Europäischen Gebietskörperschaft Elsass und in der Region Grand Est. Sie ist Mitglied des Gemeindeverbandes Communauté de communes de la Mossig et du Vignoble.

## Geographie
Der Ort liegt etwa 20 Kilometer westlich von Straßburg in der Oberrheinebene.

## Geschichte
Erstmals urkundlich erwähnt wird Dahlenheim in einer Schenkungsurkunde Karls III. (des Dicken) von 884 für das Kloster Honau (Reg.Imp.I,1685). Dann schweigen die Urkunden für fast 300 Jahre. Im Jahr 1182 bestätigt Papst Lucius III. dem Kloster Etival seinen Besitz in „Talheim“ (Reg.Imp.IV,112). Von 1871 bis zum Ende des Ersten Weltkrieges gehörte Dahlenheim als Teil des Reichslandes Elsaß-Lothringen zum Deutschen Reich und war dem Kreis Molsheim im Bezirk Unterelsaß zugeordnet.
Die Gemeinde gehörte dem 1994 gegründeten Gemeindeverband Communauté de communes de la Porte du Vignoble an, der 2017 in der Communauté de communes de la Mossig et du Vignoble aufging.

### Bevölkerungsentwicklung

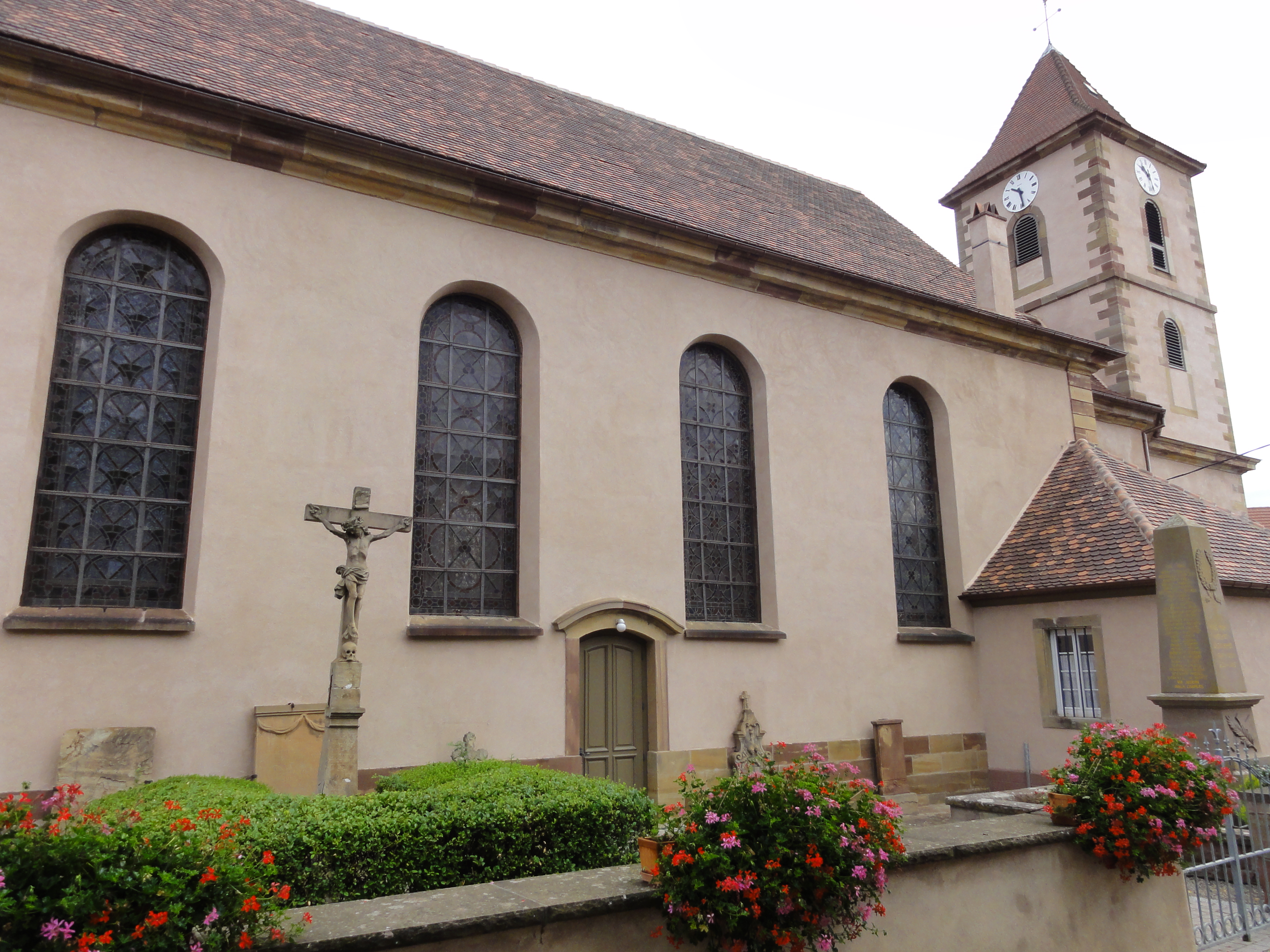
Katholische Kirche St. Blasius von 1774

| Jahr      | 1910 | 1962 | 1968 | 1975 | 1982 | 1990 | 1999 | 2006 | 2017 |
| Einwohner | 609  | 542  | 567  | 551  | 502  | 467  | 513  | 649  | 765  |

## Wirtschaft und Infrastruktur
In der von der Landwirtschaft geprägten Gemeinde spielt vor allem der Weinbau eine bedeutende Rolle. Mit der Nachbargemeinde Scharrachbergheim-Irmstett teilt sich Dahlenheim die Grand-Cru-Weinlage Engelberg.